# Aktueller Software Markt
Die Zeitschrift Aktueller Software Markt (ASM) war eine der ersten deutschsprachigen Zeitschriften zur Computersoftware mit dem speziellen Schwerpunkt über Computerspiele; zuvor wurden solche Testberichte nur im Rahmen von allgemeinen Computerzeitschriften veröffentlicht. Sie erschien von März 1986 bis Februar 1995.

## Publikation
Die reguläre Zeitschrift wurde elfmal im Jahr mit einem monatlichen Veröffentlichungsrhythmus publiziert. Eine Ausnahme bildete der Sommer: Für August und September gab es stets eine gemeinsame Ausgabe. Zusätzlich erschienen viermal jährlich die Sonderausgaben „ASM Special“. Darüber hinaus wurden in unregelmäßigen Abständen weitere Sonderausgaben unter dem Titel „ASM Extra“ veröffentlicht.
Seit 2023 erscheinen die Ausgaben nur noch einmal pro Jahr, jedoch ohne festen Rhythmus.

## Geschichte
Die erste Ausgabe der ASM erschien im März 1986, sie war zum damaligen Zeitpunkt das einzige, jedoch nicht das erste deutschsprachige Magazin, das sich hauptsächlich mit Computerspielen beschäftigte. Bereits von 1982 bis 1985 hatte es mit der TeleMatch eine kurzlebige Zeitschrift mit vergleichbarer Ausrichtung gegeben, die sich jedoch nicht längerfristig auf dem Markt hatte etablieren können.
Die ASM wurde von dem Gründer und geschäftsführenden Gesellschafter des Tronic-Verlages in Eschwege, Axel Grede, konzipiert und entwickelt. Aufbau und Weiterentwicklung der Zeitschrift wurden von Chefredakteur Manfred Kleimann ab der ersten Ausgabe realisiert.
Die Cover-Bilder wurden vom englischen Künstler Mark Bromley gezeichnet. In der Anfangszeit war man um einen seriösen Stil in der Redaktion bemüht.
Die ursprüngliche Ausrichtung des Magazins zielte darauf ab, allgemein über Anwendungs- als auch Unterhaltungssoftware zu berichten und diese zu testen. Der Fokus auf Unterhaltungssoftware, insbesondere Spiele, entwickelte sich erst im Laufe der Zeit und kristallisierte sich nach einigen Ausgaben zunehmend heraus. Dies wird auch in den Inhalten der ersten Ausgaben deutlich: Zu Beginn wurden noch zahlreiche Anwendungsprogramme vorgestellt, besprochen und getestet. Mit der Zeit nahm dies jedoch zunehmend ab, bis es ab etwa 1990 nahezu gänzlich verschwand. Von dieser ursprünglichen Ausrichtung auf alle Arten von Software ist nur noch der Name bis zur Ausgabe 11/1993 geblieben. Ab der Ausgabe 12/1993 nannte sich die Zeitschrift schließlich ASM – Das Spaß-Magazin, ab der Ausgabe 11/1994 ASM – Das Computer-Spaß-Magazin.
Die Artikel mit den Spieletests endeten mit einer Info-Box, die Grafik, Sounds, Spielidee und Spielmotivation benotete. Es gab Kategorien wie den Spiele-Flop des Monats, Reportagen aus der Computer-Szene und Übersichten über die bestverkauften Games und die Highscores von Lesern.
Die Zeitschrift erreichte über die Jahre hinweg eine hohe Bindung an die Leser, unter anderem bedingt durch den lockeren Schreibstil der Redakteure und den überdurchschnittlich großen Platz, den man dem Abdruck von Leserbriefen einräumte. Aufgrund dieser hohen Bindung hatte das Magazin auch über eine Dekade nach seiner Einstellung noch zahlreiche Fans, die zum Teil Scans der Testberichte und redaktionellen Beiträge ins Netz stellen.
Bei den Lesern beliebt war auch der ab 1988 im Heft enthaltene und von Mathias Neumann gezeichnete Space-Rat-Comic.
Im Jahre 1990 verkauften die Gesellschafter Axel Grede und Druckhaus Dierichs, Kassel, den Tronic-Verlag an die Weka-Firmengruppe in Kissing. Ende 1991 verließ der langjährige Chefredakteur Manfred Kleimann die Redaktion, sein Nachfolger wurde Matthias Siegk. Von der Ausgabe 5/1993 an übernahm Peter Schmitz den Posten des Chefredakteurs, der die ASM bis zu deren Einstellung leitete. 
Die letzte Ausgabe erschien im Februar 1995; ab März wurde die ASM zugunsten des neuen Magazins PC Spiel eingestellt, das seinerseits im Dezember 1996 zum letzten Mal erschien.
Im Juli 2023 und Dezember 2024 erschien jeweils eine neue Ausgabe unter Beteiligung einiger früherer Redakteure sowie mit Vorworten von Manfred Kleimann.